# Бакунин, Василий Михайлович (этнограф)
Васи́лий Миха́йлович Баку́нин (1700; Царицын – 1766, Москва) – русский этнограф, дипломат, переводчик, основоположник калмыковедения, автор исторического первоисточника  «Описание калмыцких народов, а особливо из них торгоутского, и поступков их ханов и владельцев».

## Биография
Родился в 1700 году  — сын Михаила Ивановича Бакунина, провиантмейсера и коменданта в Красном Яру и Царицыне. В 1720 году Василий Михайлович Бакунин был назначен астраханским губернатором Волынским переводчиком калмыцкого языка. В 1722 году его отправили в Дербентский поход в составе наблюдательной команды при калмыцких войсках. В 1726 году Василий Михайлович Бакунин был назначен российским правительством секретарём по калмыцким делам. Зная калмыцкий язык, Василий Михайлович Бакунин играл значительную роль в официальных отношениях императорской России с калмыками. Он неоднократно посылался с дипломатическими поручениями в калмыцкие улусы, где он смог изучить обычаи и социальную структуру калмыков. В будущем его наблюдения стали источником его сочинения «Описание калмыцких народов, а особливо из них торгоутского, и поступков их ханов и владельцев».
Василий Михайлович Бакунин принял непосредственное участие в калмыцкой междоусобицы первой половины 20-х годов XVIII века. 28 января 1725 года он был отправлен в ставку ханского наместника Черен-Додука. В калмыцких улусах В. М. Бакунин создал сеть осведомителей, которые снабжали его сведениями о настроениях среди калмыцкой знати. 
В 1726 году Василия Михайловича Бакунина назначили секретарём Калмыцких дел при Коллегии иностранных дел, после чего он выехал в Москву (или в Петербург?). 
В 1731 году ему было поручено сопровождение китайского посольства к калмыкам. 
11 июня 1761 года после смерти хана Дондук-Даши Василий Михайлович Бакунин сделал в Коллегии иностранных дел представление о дальнейшем управлении калмыцким народом.  
В 1762 году он подготовил новый доклад об управлении калмыцким народом. На основании этого доклада Екатерина II  написала грамоту от 12 августа 1762 года, которая была отправлена на имя ханского наместника.
Умер в 1766 году в чине действительного статского советника.

## Сочинения
Основным сочинением Василия Михайловича Бакунина является труд «Описание калмыцких народов, а особливо из них тогоутского, и поступков их ханов и владельцев», который описывает ранний период пребывания калмыков на территории России, их родовое и племенное деление, административное устройство внутриулусного правления, социальную структуру калмыцкого общества конца XVII и начала XVIII вв. 
Это сочинение было написано в 1761 году. Впервые первая часть рукописи Василия Михайловича Бакунина была опубликована в 1939 году на страницах журнала «Красный архив: Исторический журнал» ((№№ 3 (94), 5 (96)).

## Семья
Его сыновья:
- Михаил ( 1730—1803) — действительный статский советник и вице-президент Камер-коллегии (1799); в 1760 году женился на княжне Любови Петровне Мышецкой. В 1761 году у них родилась дочь Евдокия, сын - Александр (1768-1854), отец революционера Михаила Бакунина.
- Пётр  (1734—1786) — тайный советник, член Коллегии иностранных дел; в первом браке с Екатериной Андреевной имел дочерей Пелагею (1754—?) и Александру (1758—?). Второй раз женился на Анне Сергеевне Татищевой (1741—1778). Их дети: Елизавета (1763—1798), Павел (1766—1806), Модест (1767—1802) и Елена (1778—?).